# Бротниці
42°35′ пн. ш. 18°17′ сх. д. / 42.59° пн. ш. 18.29° сх. д.
Бротниці (хорв. Brotnice) — населений пункт у Хорватії, у Дубровницько-Неретванській жупанії у складі громади Конавле.

## Населення
Населення за даними перепису 2011 року становило 31 осіб.
Динаміка чисельності населення поселення: